# Communauté de communes du Cœur de la Brie
La Communauté de communes du Cœur de la Brie (CCCB) est une ancienne communauté de communes française, située dans le département de Seine-et-Marne en région Île-de-France.

## Historique
La Communauté de communes du Cœur de la Brie a été créée le 30 décembre 2010.
Dans le cadre des dispositions de la loi portant nouvelle organisation territoriale de la République (Loi NOTRe) du 7 août 2015, qui prévoit que les établissements publics de coopération intercommunale (EPCI) à fiscalité propre doivent avoir un minimum de 15 000 habitants (et 5 000 habitants en zone de montagnes), le préfet de Seine-et-Marne a rendu public le 13 octobre 2015, un nouveau projet de schéma départemental de coopération intercommunale (SDCI).
Malgré le souhait de la CCCB en faveur d’un rapprochement avec le Pays de Coulommiers,, le nouveau SDCI a été approuvé le 30 mars 2016 et prévoit notamment la fusion de la communauté de communes de la Brie des Morin (21 communes) et de la communauté de communes du Cœur de la Brie (10 communes), le nouvel ensemble de 31 communes, la Communauté de communes des Deux Morin devant regrouper 26 342 habitants. Ce schéma est destiné à être mis en œuvre le 1er janvier 2017, après consultation des conseils communautaires et municipaux.

## Territoire communautaire

### Composition
L'intercommunalité regroupait 10 communes adhérentes au 1er janvier 2016 :
| Nom                      | Code Insee | Gentilé           | Superficie (km2) | Population (dernière pop. légale) | Densité (hab./km2) |
| ------------------------ | ---------- | ----------------- | ---------------- | --------------------------------- | ------------------ |
| La Ferté-Gaucher (siège) | 77182      | Fertois           | 17,32            | 4 786 (2014)                      | 276                |
| La Chapelle-Moutils      | 77093      | Capellomoutillais | 18,90            | 430 (2014)                        | 23                 |
| Chartronges              | 77097      | Chartrongeais     | 8,20             | 301 (2014)                        | 37                 |
| Choisy-en-Brie           | 77116      | Choiséens         | 25,03            | 1 395 (2014)                      | 56                 |
| Lescherolles             | 77247      | Lescherollais     | 11,01            | 482 (2014)                        | 44                 |
| Leudon-en-Brie           | 77250      | Leudonais         | 4,24             | 166 (2014)                        | 39                 |
| Meilleray                | 77287      | Meillerassiens    | 7,77             | 507 (2014)                        | 65                 |
| Saint-Mars-Vieux-Maisons | 77421      |                   | 19,02            | 276 (2014)                        | 15                 |
| Saint-Martin-des-Champs  | 77423      |                   | 10,42            | 690 (2014)                        | 66                 |
| Saint-Rémy-de-la-Vanne   | 77432      | Saint-Rémois      | 15,07            | 986 (2014)                        | 65                 |

### Démographie
| 1968  | 1975  | 1982  | 1990  | 1999  | 2008  | 2013  |
| ----- | ----- | ----- | ----- | ----- | ----- | ----- |
| 6 121 | 6 906 | 7 189 | 7 715 | 8 403 | 9 105 | 9 986 |

## Organisation

### Siège
L'intercommunalité a son siège à la Maison des services publics de La Ferté-Gaucher, 6 rue Ernest Delbet.

### Élus
La communauté de communes est administrée par son conseil communautaire, composé, pour la mandature 2014-2020, de 26 conseillers municipaux représentant chacune des 10 communes membres, répartis sensiblement en fonction de leur population, soit, pour la mandature 2014-2020 :
- 6 délégués pour La Ferté-Gaucher ;
- 3 délégués pour Choisy-en-Brie et Saint-Rémy-de-la-Vanne ;
- 2 délégués pour les autres villages, tous de moins de 750 habitants[8].

Le conseil communautaire du 23 avril 2014 a réélu son président, Thierry Bontour, maire de la Chapelle-Moutils, et désigné ses 5 vice-présidents, qui sont :
1. Yves Jaunaux, maire de la Ferté-Gaucher, chargé des services à la population, transport, social et gestion de la Maison des services publics ;
2. André Trawinski, maire de Chartronges, chargé de l'enfance, la jeunesse et le sport ;
3. Daniel Talfumier, élu de Choisy-en-Brie, chargé de la mutualisation, des travaux et des équipements sportifs ;
4. Lysiane Germain, maire de Saint-Martin-des-Champs, chargée de la communication, l'animation locale et la culture
5. Joël Racinet, maire de chargé de l'environnement, de l'urbanisme et du Plan intercommunal de sauvegarde.

Le bureau de la CCCB pour la mandature 2014-2020 est composé du président, des vice-présidents et de membres destinés à assurer que chaque commune y soit représentée. Ces membres sont Roger Revel (Lescherolles), Jacqueline Falkowski (Meilleray), Patrick Pettinger (Saint-Mars-Vieux-Maisons) et Pierre Coudron (Saint-Rémy-de-la-Vanne).

### Liste des présidents
| Période | Période       | Identité        | Étiquette | Qualité |
| ------- | ------------- | --------------- | --------- | --- |
| 2011    | décembre 2016 | Thierry Bontour |           | Agriculteur Maire de La Chapelle-Moutils (2001 → ) Président de la Chambre d’agriculture de Seine-et-Marne (2013 → ) Vice-président de la chambre régionale d'agriculture (2013 → ) Réélu pour le mandat 2014-2020 |

### Compétences
L'intercommunalité exerce les compétences qui lui ont été transférées conformément aux dispositions du code général des collectivités territoriales. Il s'agit de :
- Aménagement de l'espace :
  - Élaboration et suivi d'une charte d'identité du territoire, valorisation des entrées du territoire de la communauté de communes (ex : signalisation d'appartenance à la Communauté de Communes à chaque entrée de ville) ;
  - Schéma de cohérence territoriale (SCOT), et études connexes ;
  - Liaisons douces y compris leur signalisation, création de transport de proximité, type transport à la demande ;
- Développement économique :
  - Actions favorisant le maintien, l'extension ou l'accueil des activités économiques d'intérêt communautaire.
  - Promotion du territoire de la communauté de communes et de son attractivité d'aménagement susceptible de développer le tourisme intercommunal ;
  - L’extension de la zone d’activités économiques du Petit Taillis à La Ferté-Gaucher ;
- Protection, mise en valeur de l'environnement :
  - Collecte, traitement et élimination des déchets ménagers et assimilés ;
  - Installations des nouveaux poteaux, réserves et puits pour la défense contre l'incendie ;
  - Étude d’une politique de protection et de mise en valeur de l'environnement.
- Voirie
  - Liaisons entre les communes de la CCCB utilisés par les transports scolaires et les plus fréquentées. La traversée des villages et hameaux reste de la compétence communale ;
  - Diagnostic technique et financier de l’état des voiries préalable à l’aménagement et l’entretien ;
  - Aménagement et entretien de la voirie d’intérêt communautaire – l’entretien courant (hivernal, fauchage…) reste de la compétence communale ;
- Équipements culturels et sportifs ;
  - Complexe sportif Gérard Petitfrère (La Ferté-Gaucher), complexe sportif La Payenne (Choisy en Brie) ;
  - Étude sur le développement et les besoins culturels, sportifs et de loisirs ;
  - Nouveaux équipements, construits à partir du 1er janvier 2013, à caractère culturel, sportif et de loisirs et notamment la construction du tennis couvert à Choisy en Brie ;
  - Soutien matériel, financier, technique et promotionnel au fonctionnement de l’activité culturelle (exemple : musique, théâtre, danse, arts plastiques… etc.) ;
- Action sociale :
  - Actions d'intérêt communautaire favorisant l'emploi et l'insertion.
  - Actions d'intérêt communautaire pour les personnes âgées et/ou handicapées.
  - Actions en faveur de la petite enfance, de l’enfance et de la jeunesse (relais d’assistantes maternelles et halte-garderie) ;
  - Étude puis construction de nouveaux locaux du centre de loisirs.
  - Organisation d’une permanence d’information à destination de la jeunesse en liaison avec le centre d’information de Melun.
- Nouvelles technologies (infrastructures, réseaux et services locaux de communications électroniques et activités connexes).
- Sécurité publique : Élaboration d’un Plan intercommunal de sauvegarde (PIS).
- Services à la population : Maison des Services Publics.
- Mutualisation : études pour le compte des communes membres, création le 1er avril 2015 du service mutualisé d'instruction des autorisations d'urbanisme pour les communes délégant cette compétence[13].

### Régime fiscal et budget
La Communauté de communes est un établissement public de coopération intercommunale à fiscalité propre.
Afin de financer l'exercice de ses compétences, l'intercommunalité perçoit la fiscalité professionnelle unique (FPU) – qui a succédé à la taxe professionnelle unique (TPU) – et assure une péréquation de ressources entre les communes résidentielles et celles dotées de zones d'activité. Elle perçoit également une fraction des impôts ménages, qu'elle a décidé d'augmenter de 10 % en 2016 afin de compenser la baisse des dotations d'État, ce qui les porte à :
- 0,709 pour la taxe d’habitation ;
- 1,620 pour la taxe foncière sur le foncier bâti ;
- 3,15 pour la taxe foncière sur le foncier non bâti[14].

Elle bénéficie également une bonification de la dotation globale de fonctionnement (DGF).